# Скотт (округ, Міннесота)
Шаблон:StateAbbr_ 44°39′ пн. ш. 93°32′ зх. д. / 44.65° пн. ш. 93.53° зх. д.
Округ Скотт (англ. Scott County) — округ (графство) у штаті Міннесота, США. Ідентифікатор округу 27139.

## Історія
Округ утворений 1853 року.

## Демографія
За даними перепису
2000 року
загальне населення округу становило 89498 осіб, зокрема міського населення було 65207, а сільського — 24291.
Серед мешканців округу чоловіків було 45176, а жінок — 44322. В окрузі було 30692 домогосподарства, 23977 родин, які мешкали в 31609 будинках.
Середній розмір родини становив 3,25.
Віковий розподіл населення поданий у таблиці:
| Стать    | До 15 років | 15-21 | 22-29 | 30-39 | 40-49 | 50-65 | 65-85 | Понад 85 |
| -------- | ----------- | ----- | ----- | ----- | ----- | ----- | ----- | -------- |
| Чоловіки | 12369       | 3907  | 4216  | 9448  | 7426  | 5389  | 2235  | 186      |
| Жінки    | 11638       | 3495  | 4566  | 9390  | 6883  | 5227  | 2666  | 457      |

## Суміжні округи
- Ганнепін — північ
- Дакота — схід
- Райс — південний схід
- Ле-Сюер — південний захід
- Сіблі — захід
- Карвер — північний захід

## Виноски
1. ↑  U.S. Decennial Census. United States Census Bureau. Архів оригіналу за 19 липня 2018. Процитовано 25 жовтня 2014.
2. ↑  Historical Census Browser. University of Virginia Library. Архів оригіналу за 11 серпня 2012. Процитовано 25 жовтня 2014.
3. ↑  Population of Counties by Decennial Census: 1900 to 1990. United States Census Bureau. Архів оригіналу за 4 серпня 2014. Процитовано 25 жовтня 2014.
4. ↑  Census 2000 PHC-T-4. Ranking Tables for Counties: 1990 and 2000 (PDF). United States Census Bureau. Архів оригіналу (PDF) за 18 грудня 2014. Процитовано 25 жовтня 2014.
5. ↑  State & County QuickFacts. United States Census Bureau. Архів оригіналу за 18 липня 2011. Процитовано 1 вересня 2013. [Архівовано 2011-08-27 у Wayback Machine.](англ.) Наведено за англійською вікіпедією.
6. ↑  American FactFinder. Бюро перепису населення США. Архів оригіналу за 26 лютого 2012. Процитовано 31 січня 2008. [Архівовано 2008-05-21 у Wayback Machine.]

| США | Це незавершена стаття з географії США. Ви можете допомогти проєкту, виправивши або дописавши її. |